# 14792 Thyestes
14792 Thyestes eller 1973 SG1 är en trojansk asteroid i Jupiters lagrangepunkt L4. Den upptäcktes 24 september 1973 av den nederländsk-amerikanske astronomen Tom Gehrels och det nederländska astronomparet Ingrid van Houten-Groeneveld och Cornelis Johannes van Houten vid Palomar-observatoriet. Den är uppkallad efter Thyestes i den grekiska mytologin.
Asteroiden har en diameter på ungefär 12 kilometer.